# توم
شهر توم (به آلمانی: Thum) در ایالت زاکسن در کشور آلمان واقع شده‌است.